# I liga 1963-1964 (pallacanestro maschile)
La I liga 1963-1964 è stata la 30ª edizione del massimo campionato polacco di pallacanestro maschile. La vittoria finale è stata ad appannaggio del Wisła Cracovia.

## Risultati

### Stagione regolare
|     | Squadra           | G  | V  | P  | PF   | PS   | Pt. | Qualificazione        |
| --- | ----------------- | -- | -- | -- | ---- | ---- | --- | --------------------- |
| 1.  | Wisła Cracovia    | 22 | 19 | 3  | 1769 | 1466 | 41  |                       |
| 2.  | Śląsk Breslavia   | 22 | 18 | 4  | 1669 | 1439 | 40  |                       |
| 3.  | Wybrzeże Danzica  | 22 | 16 | 6  | 1640 | 1526 | 38  |                       |
| 4.  | AZS Varsavia      | 22 | 16 | 6  | 1558 | 1397 | 38  |                       |
| 5.  | Legia Varsavia    | 22 | 14 | 8  | 1769 | 1656 | 36  |                       |
| 6.  | Polonia Varsavia  | 22 | 10 | 12 | 1481 | 1534 | 32  |                       |
| 7.  | AZS Toruń         | 22 | 8  | 14 | 1520 | 1560 | 30  |                       |
| 8.  | Start Lublino     | 22 | 7  | 15 | 1468 | 1558 | 29  |                       |
| 9.  | Lech Poznań       | 22 | 7  | 15 | 1451 | 1565 | 29  |                       |
| 10. | Sparta Cracovia   | 22 | 7  | 15 | 1421 | 1571 | 29  |                       |
| 11. | ŁKS Łódź          | 22 | 7  | 15 | 1550 | 1799 | 29  | retrocesse in II liga |
| 12. | Zawisza Bydgoszcz | 22 | 3  | 19 | 1372 | 1629 | 25  | retrocesse in II liga |

| I liga 1963-1964         |
| ------------------------ |
| Wisła Cracovia 3º titolo |

## Formazione vincitrice
| N° | Naz.               | Ruolo | Sportivo               |  | Alt. |  |
| -- | ------------------ | ----- | ---------------------- |  | ---- |  |
|    | Polonia (bandiera) | A     | Krystian Czernichowski |  | 194  |  |
|    | Polonia (bandiera) |       | Andrzej Guzik          |  |      |  |
|    | Polonia (bandiera) | P     | Wiesław Langiewicz     |  | 183  |  |
|    | Polonia (bandiera) | C     | Bohdan Likszo          |  | 198  |  |
|    | Polonia (bandiera) | AP    | Czesław Malec          |  | 194  |  |
|    | Polonia (bandiera) |       | Tadeusz Michałowski    |  |      |  |
|    | Polonia (bandiera) |       | Ryszard Niewodowski    |  |      |  |
|    | Polonia (bandiera) |       | Zygmunt Nowak          |  |      |  |
|    | Polonia (bandiera) | G     | Tadeusz Pacuła         |  | 187  |  |
|    | Polonia (bandiera) |       | Jacek Pietrzyk         |  |      |  |
|    | Polonia (bandiera) |       | Jan Piotrowski         |  |      |  |
|    | Polonia (bandiera) | P     | Stanisław Słotołowicz  |  | 183  |  |
|    | Polonia (bandiera) | C     | Jacek Wójcik           |  |      |  |
|    | Polonia (bandiera) | A     | Stefan Wójcik          |  |      |  |
|    | Polonia (bandiera) | All.  | Jan Mikułowski         |  |      |  |